# Negreni
Negreni é uma comuna romena localizada no distrito de Cluj, na região histórica da Transilvânia. A comuna possui uma área de 63.83 km² e sua população era de 2584 habitantes segundo o censo de 2007.